# Tryphon duplicatus
Tryphon duplicatus är en stekelart som först beskrevs av Heinrich 1953.  Tryphon duplicatus ingår i släktet Tryphon och familjen brokparasitsteklar. Inga underarter finns listade i Catalogue of Life.